# 只管打坐
| ウィキペディアには「只管打坐」という見出しの百科事典記事はありません（タイトルに「只管打坐」を含むページの一覧/「只管打坐」で始まるページの一覧）。 代わりにウィクショナリーのページ「只管打坐」が役に立つかもしれません。 |